# Oryctes borbonicus
Oryctes borbonicus är en skalbaggsart som beskrevs av Roger Paul Dechambre 1982. Oryctes borbonicus ingår i släktet Oryctes och familjen Dynastidae. Inga underarter finns listade i Catalogue of Life.

## Bildgalleri

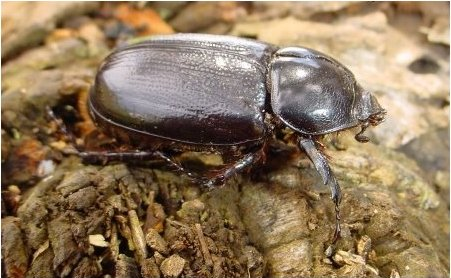